# Mejor portero de Europa
El premio mejor portero de Europa es un reconocimiento no oficial por parte de la UEFA al considerado mejor portero del año en Europa con base en el rendimiento de estos en sus competiciones internacionales. Este fue consolidado ya de manera reconocida por la European Sports Media y la UEFA con el respectivo «Premio UEFA al Mejor Jugador en Europa» en el que se destacaba individualmente un galardón para los guardametas. 
El reconocimiento tuvo su paralelismo oficial desde el año 1990[cita requerida] con reconocimiento UEFA a través de los votos recogidos en su revista UEFA magazine al mejor portero del año en Europa, y que desde 2009 pasó a ser entregado por la European Sports Media. 

## Historial
| \| Edición \| Vencedor \| B.Oro \| \| ESM Golden Glove - UEFA \| Nota(s) \| \| ------- \| ----------------------------------------------------------- \| ----- \| \| ----------------------------------------------- \| ------------------------------------------- \| \| 1998 \| Fabien Barthez (A. S. Monaco F. C.) \| 14.º \| \| Peter Schmeichel (Manchester United F. C.) \| Instauración mejor portero UEFA \| \| 1999 \| Peter Schmeichel (Manchester United F. C.) \| 17.º \| \| Oliver Kahn (F. C Bayern) \| \| \| 2000 \| Fabien Barthez (A. S. Monaco F. C.)[n 1] \| 12.º \| \| Oliver Kahn (F. C Bayern) \| \| \| 2001 \| Oliver Kahn (F. C Bayern) \| 3.º \| \| Oliver Kahn (F. C Bayern) \| \| \| 2002 \| Oliver Kahn (F. C Bayern) \| 3.º \| \| Oliver Kahn (F. C Bayern) \| \| \| 2003 \| Gianluigi Buffon (Juventus F. C.) \| 9.º \| \| Gianluigi Buffon (Juventus F. C.) \| \| \| 2004 \| Gianluigi Buffon (Juventus F. C.) \| 17.º \| \| Vítor Baía (F. C. Porto) \| \| \| 2005 \| Petr Čech (Chelsea F. C.) \| 14.º \| \| Petr Čech (Chelsea F. C.) \| \| \| 2006 \| Gianluigi Buffon (Juventus F. C.) \| 2.º \| \| Jens Lehmann (Arsenal F. C.) \| \| \| 2007 \| Gianluigi Buffon (Juventus F. C.) Petr Čech (Chelsea F. C.) \| 19.º \| \| Petr Čech (Chelsea F. C.) \| \| \| 2008 \| Iker Casillas (Real Madrid C. F.) \| 4.º \| \| Petr Čech (Chelsea F. C.) \| \| \| 2009 \| Iker Casillas (Real Madrid C. F.) \| 16.º \| \| Edwin van der Sar (Manchester United F. C.) \| Otorgado por la European Sports Media \| \| 2010 \| Iker Casillas (Real Madrid C. F.) \| 7.º \| \| Júlio César (F. C. Internazionale) \| \| \| 2011 \| Iker Casillas (Real Madrid C. F.) \| 9.º \| \| Manuel Neuer (F. C. Gelsenkirchen-Schalke)[n 2] \| \| \| 2012 \| Iker Casillas (Real Madrid C. F.) \| 6.º \| \| Iker Casillas (Real Madrid C. F.) \| \| \| 2013 \| Manuel Neuer (F. C. Bayern) \| 23.º \| \| \| \| \| 2014 \| Manuel Neuer (F. C. Bayern) \| 3.º \| \| \| \| \| 2015 \| Manuel Neuer (F. C. Bayern) \| 7.º \| \| Gianluigi Buffon (Juventus F. C.) \| \| \| 2016 \| Gianluigi Buffon (Juventus F. C.) \| 9.º \| \| Gianluigi Buffon (Juventus F. C.) \| \| \| 2017 \| Gianluigi Buffon (Juventus F. C.) \| 4.º \| \| Gianluigi Buffon (Juventus F. C.) \| \| \| 2018 \| Thibaut Courtois (Chelsea F. C.)[n 3] \| 14.º \| \| Keylor Navas (Real Madrid C. F.) \| \| \| 2019 \| Alisson Becker (Liverpool F. C.) \| 7.º \| \| Alisson Becker (Liverpool F. C.) \| Oficial por France Football - Trofeo Yashin \| \| 2020 \| Manuel Neuer (F. C. Bayern) \| - \| \| \| \| \| 2021 \| Édouard Mendy (Chelsea F. C.) \| - \| \| \| \| \| 2022 \| Thibaut Courtois (Real Madrid C. F.) \| - \| \| \| \| |                                                             |       |  |                                             |                                             |
| Edición | Vencedor                                                    | B.Oro |  | ESM Golden Glove - UEFA                     | Nota(s)                                     |
| 1998 | Fabien Barthez (A. S. Monaco F. C.)                         | 14.º  |  | Peter Schmeichel (Manchester United F. C.)  | Instauración mejor portero UEFA             |
| 1999 | Peter Schmeichel (Manchester United F. C.)                  | 17.º  |  | Oliver Kahn (F. C Bayern)                   |                                             |
| 2000 | Fabien Barthez (A. S. Monaco F. C.)                         | 12.º  |  | Oliver Kahn (F. C Bayern)                   |                                             |
| 2001 | Oliver Kahn (F. C Bayern)                                   | 3.º   |  | Oliver Kahn (F. C Bayern)                   |                                             |
| 2002 | Oliver Kahn (F. C Bayern)                                   | 3.º   |  | Oliver Kahn (F. C Bayern)                   |                                             |
| 2003 | Gianluigi Buffon (Juventus F. C.)                           | 9.º   |  | Gianluigi Buffon (Juventus F. C.)           |                                             |
| 2004 | Gianluigi Buffon (Juventus F. C.)                           | 17.º  |  | Vítor Baía (F. C. Porto)                    |                                             |
| 2005 | Petr Čech (Chelsea F. C.)                                   | 14.º  |  | Petr Čech (Chelsea F. C.)                   |                                             |
| 2006 | Gianluigi Buffon (Juventus F. C.)                           | 2.º   |  | Jens Lehmann (Arsenal F. C.)                |                                             |
| 2007 | Gianluigi Buffon (Juventus F. C.) Petr Čech (Chelsea F. C.) | 19.º  |  | Petr Čech (Chelsea F. C.)                   |                                             |
| 2008 | Iker Casillas (Real Madrid C. F.)                           | 4.º   |  | Petr Čech (Chelsea F. C.)                   |                                             |
| 2009 | Iker Casillas (Real Madrid C. F.)                           | 16.º  |  | Edwin van der Sar (Manchester United F. C.) | Otorgado por la European Sports Media       |
| 2010 | Iker Casillas (Real Madrid C. F.)                           | 7.º   |  | Júlio César (F. C. Internazionale)          |                                             |
| 2011 | Iker Casillas (Real Madrid C. F.)                           | 9.º   |  | Manuel Neuer (F. C. Gelsenkirchen-Schalke)  |                                             |
| 2012 | Iker Casillas (Real Madrid C. F.)                           | 6.º   |  | Iker Casillas (Real Madrid C. F.)           |                                             |
| 2013 | Manuel Neuer (F. C. Bayern)                                 | 23.º  |  |                                             |                                             |
| 2014 | Manuel Neuer (F. C. Bayern)                                 | 3.º   |  |                                             |                                             |
| 2015 | Manuel Neuer (F. C. Bayern)                                 | 7.º   |  | Gianluigi Buffon (Juventus F. C.)           |                                             |
| 2016 | Gianluigi Buffon (Juventus F. C.)                           | 9.º   |  | Gianluigi Buffon (Juventus F. C.)           |                                             |
| 2017 | Gianluigi Buffon (Juventus F. C.)                           | 4.º   |  | Gianluigi Buffon (Juventus F. C.)           |                                             |
| 2018 | Thibaut Courtois (Chelsea F. C.)                            | 14.º  |  | Keylor Navas (Real Madrid C. F.)            |                                             |
| 2019 | Alisson Becker (Liverpool F. C.)                            | 7.º   |  | Alisson Becker (Liverpool F. C.)            | Oficial por France Football - Trofeo Yashin |
| 2020 | Manuel Neuer (F. C. Bayern)                                 | -     |  | Bandera de ?                                |                                             |
| 2021 | Édouard Mendy (Chelsea F. C.)                               | -     |  | Bandera de ?                                |                                             |
| 2022 | Thibaut Courtois (Real Madrid C. F.)                        | -     |  | Bandera de ?                                |                                             |

Nota: En 1998 la UEFA instauró oficialmente el Premio UEFA al Mejor Jugador en Europa, entregando un galardón específico para los porteros (entre 2010-16 se estableció según la valoración del premio general, sin especificar demarcaciones). Desde 2009 el premio ESM Golden Glove-UEFA fue entregado por la European Sports Media en colaboración con la UEFA. 

### Palmarés
| Jugador          | Trofeos | Años galardonado                   |
| ---------------- | ------- | ---------------------------------- |
| Gianluigi Buffon | 6       | 2003, 2004, 2006, 2007, 2016, 2017 |
| Iker Casillas    | 5       | 2008, 2009, 2010, 2011, 2012       |
| Manuel Neuer     | 4       | 2013, 2014, 2015, 2020             |
| Fabien Barthez   | 2       | 1998, 2000                         |
| Oliver Kahn      | 2       | 2001, 2002                         |
| Petr Čech        | 2       | 2005, 2007                         |
| Thibaut Courtois | 2       | 2018, 2022                         |
| Peter Schmeichel | 1       | 1999                               |
| Alisson Becker   | 1       | 2019                               |
| Édouard Mendy    | 1       | 2021                               |